# Aziatische Infrastructuurinvesteringsbank
De Aziatische Infrastructuurinvesteringsbank (Engels: Asian Infrastructure Investment Bank - AIIB) is een internationale financiële instelling. Het doel van deze multilaterale ontwikkelingsbank is om infrastructuurprojecten in Azië en Oceanië te financieren. De AIIB wordt door sommigen gezien als een rivaal van de Wereldbank en de Aziatische Ontwikkelingsbank (ADB), die worden gedomineerd door ontwikkelde landen, met name de Verenigde Staten en Japan. De AIIB is een Chinees initiatief, mede ontstaan uit onvrede over de bestaande financiële instituten die in de ogen van Beijing door het westen worden gedomineerd en andere landen hun spelregels opleggen.
Voorwaarde voor formele start van de bank was de ratificatie van de "Articles of Agreement" door minimaal 10 landen, die tezamen meer dan 50% van het bankvermogen van de 57 potentiële oprichtingslanden (prospective founding members, PFM) vertegenwoordigden. Het oprichtingsverdrag werd van kracht op 25 december 2015 door ratificatie van Jordanië, wat het aantal ratificerende landen op  17 bracht, samen goed voor 50.1% van het vermogen. De bank ging officieel van start op 16 januari 2016.

## Doelstelling
Het doel van de AIIB is het bijdragen aan het bevorderen van duurzame economische ontwikkeling en het creëren van welvaart door te investeren in infrastructuur en andere productieve sectoren in Azië. De bank gaat vooral investeren in infrastructuur. De AIIB gaat van start met een kapitaal van $ 100 miljard. "Een gordel en een weg" is een Chinees plan dat historische handelsroutes over zee - in zuidoost Azië - en over land via het traject van de oude Zijderoute - door Centraal-Azië - wil laten heropleven. Investeringen in havens, hoge snelheidslijnen en wegen passen in dit plan.

## Oprichting
De investeringsbank werd in 2013 door China voorgesteld en tijdens een ceremonie in Peking in oktober 2014 gelanceerd. De artikelen van overeenkomst werden op 29 juni 2015 ondertekend. Op die datum hadden 37 Aziatische landen en 20 landen buiten Azië zich aangesloten bij de AIIB als potentiële medeoprichters (Prospective Founding Members); met uitzondering van de Verenigde Staten en Japan (die de ADB domineren) en Canada. De aanvragen van Noord-Korea en Taiwan om medeoprichter te worden, werden afgewezen.
Het aandeel in de bank dat individuele landen kunnen aanvragen is afhankelijk van de grootte van hun economie. Bovendien is het aandeel groter voor landen in de Aziatisch-Pacifische regio. Landen mogen op minder dan het hen toekomende aantal aandelen inschrijven, maar de meeste landen hebben dat niet gedaan. De Volksrepubliek China is de grootste deelnemer met (als alle landen ratificeren) 30,43% van het kapitaal en 26,06% van het stemrecht. Na China zijn India (8,4 procent) en Rusland (6,5 procent) de grootste aandeelhouders van de AIIB.
Ook anderszins is de Chinese invloed in de regionale investeringsbank groot: het hoofdkantoor wordt gevestigd in Beijing, de eerste AIIB-president is de Chinees Jin Liqun en tot eerste voorzitter van de raad van toezicht is de Chinese minister van Financiën Lou Jiwei benoemd. De Chinese overheid zegde nog een $ 50 miljoen toe voor opstartkosten en huisvesting van de AIIB.
Voor bepaalde belangrijke besluiten is een meerderheid van 75% van alle stemmen noodzakelijk en met haar belang kan China ongewenste besluiten blokkeren. In de statuten is verder opgenomen dat 70% van het kapitaal uit Azië afkomstig moet zijn.
Nederland heeft zich gecommitteerd voor $ 1,03 miljard, waarvan 20% een kapitaalstorting en 80% garantiekapitaal, waarmee ze ruim 1% van de aandelen in bezit krijgt. Op basis van deze bijdrage krijgt Nederland een stemgewicht van 1,16%. De Belgische toetreding wordt momenteel nog besproken in het federale parlement.
Op 11 januari 2016 kondigde minister Dijsselbloem van Financiën in een brief aan de Tweede Kamer de benoeming aan van een Nederlandse plaatsvervangend bewindvoerder bij de AIIB, waarmee Nederland direct invloed heeft op de besluitvorming in het eerste operationele jaar van de bank. Dat werd Irene Jansen van het ministerie van Financiën. Zij is de eerste vervanger van de Duitse bewindvoerder Nikolai Putscher, die tien landen uit de Eurozone vertegenwoordigt.
Op 24 maart 2017 keurde de AIIB de aanvragen tot deelname van 13 landen en regio's goed. Van deze 13 landen en regio's zijn er 5 uit de regio waarop de bank zich in hoofdorde focust, met name Afghanistan, Armenië, Fiji, Hongkong (China) en Timor-Leste. De overige 8 landen zijn België, Canada, Ethiopië, Hongarije, Ierland, Peru, Soedan en Venezuela. Alvorens de 13 kandidaten officieel lid zijn, dienen zij evenwel nog hun eigen politieke procedures te doorlopen en een eerste kapitaal in te zetten.

Medeoprichters van de AIIB
toekomstige lidstaten (binnen de regio)
lidstaten (binnen de regio, ondertekend en geratificeerd)
toekomstige lidstaten (buiten de regio)
lidstaten (buiten de regio, ondertekend en geratificeerd)

| Land                         | Datum aankondiging deelname |
| ---------------------------- | --------------------------- |
| Afghanistan                  | 23 maart 2017               |
| Armenië                      | 23 maart 2017               |
| Australië                    | 13 april 2015               |
| Azerbeidzjan                 | 15 april 2015               |
| Bangladesh                   | 24 oktober 2014             |
| Brunei                       | 24 oktober 2014             |
| Cambodja                     | 24 oktober 2014             |
| China                        | 24 oktober 2014             |
| Fiji                         | 23 maart 2017               |
| Georgië                      | 12 april 2015               |
| Hong Kong                    | 23 maart 2017               |
| India                        | 24 oktober 2014             |
| Indonesië                    | 25 november 2014            |
| Iran                         | 7 april 2015                |
| Israël                       | 15 april 2015               |
| Jordanië                     | 7 februari 2015             |
| Kazachstan                   | 24 oktober 2014             |
| Kirgizië                     | 9 april 2015                |
| Laos                         | 24 oktober 2014             |
| Malediven                    | 31 december 2014            |
| Mongolië                     | 24 oktober 2014             |
| Myanmar                      | 24 oktober 2014             |
| Nepal                        | 24 oktober 2014             |
| Nieuw-Zeeland                | 5 januari 2015              |
| Oezbekistan                  | 24 oktober 2014             |
| Oman                         | 24 oktober 2014             |
| Pakistan                     | 24 oktober 2014             |
| Qatar                        | 24 oktober 2014             |
| Rusland                      | 14 april 2015               |
| Saoedi-Arabië                | 13 January 2015             |
| Singapore                    | 24 oktober 2014             |
| Sri Lanka                    | 24 oktober 2014             |
| Tadzjikistan                 | 13 januari 2015             |
| Timor Leste                  | 23 maart 2017               |
| Turkije                      | 10 april 2015               |
| Verenigde Arabische Emiraten | 5 april 2015                |
| Vietnam                      | 24 oktober 2014             |
| Zuid-Korea                   | 11 april 2015               |

| Land                | Datum aankondiging lidmaatschap |
| ------------------- | ------------------------------- |
| België              | 23 maart 2017                   |
| Brazilië            | 12 april 2015                   |
| Canada              | 23 maart 2017                   |
| Duitsland           | 1 april 2015                    |
| Egypte              | 14 april 2015                   |
| Ethiopië            | 23 maart 2017                   |
| Finland             | 12 april 2015                   |
| Frankrijk           | 2 april 2015                    |
| IJsland             | 15 april 2015                   |
| Hongarije           | 23 maart 2017                   |
| Ierland             | 23 maart 2017                   |
| Italië              | 2 April 2015                    |
| Luxemburg           | 27 maart 2015                   |
| Malta               | 9 april 2015                    |
| Nederland           | 12 april 2015                   |
| Noorwegen           | 14 april 2015                   |
| Oostenrijk          | 11 april 2015                   |
| Peru                | 23 maart 2017                   |
| Portugal            | 15 april 2015                   |
| Soedan              | 27 maart 2017                   |
| Spanje              | 11 april 2015                   |
| Venezuela           | 27 maart 2017                   |
| Verenigd Koninkrijk | 28 maart 2015                   |
| Zweden              | 15 april 2015                   |
| Zwitserland         | 28 maart 2015                   |